# Riccardo Guasco
Riccardo Guasco, noto anche con lo pseudonimo di Rik (Alessandria, 13 marzo 1975), è un illustratore, pittore e grafico italiano di fama internazionale, subisce le influenze di movimenti artistici quali il cubismo e il futurismo, importanti nella sua formazione sono artisti come Pablo Picasso, Lyonel Feininger, Fortunato Depero, Bruno Munari.

## Biografia
Ha frequentato e si è formato presso l’Accademia Albertina di Torino.
Nei suoi lavori traspare evidente il gusto per la cartellonistica storica del Novecento, con citazioni volute o casuali di grandi cartellonisti quali Marcello Dudovich, passando per linee dal sapore futuristico e sconfinando a volte, a titolo di omaggio, al grande pittore di terra alessandrina, Pietro Morando. Affronta i più svariati temi di attualità disegnando con linee semplici e utilizzando una tavolozza con pochi colori, cercando la leggerezza della forma.
Il  manifesto pubblicitario è il mezzo di comunicazione prediletto e proprio nella cartellonistica Guasco ricerca un giusto connubio tra immagine e parola. Nei suoi bozzetti su carta, su tela e digitali unisce poesia, arte e ironia, cercando spesso il modo di far sorridere o ancor meglio di far riflettere. Molto attento ai problemi globali non disdegna di affrontare temi come il riscaldamento globale, l’energia sostenibile, la difesa dell’ambiente. Crea illustrazioni sempre visivamente godibili, dalle linee gentili e dal tratto semplice e sicuro. Pochi tratti di penna che arrivano dritte al cuore dell’osservatore.
Fin dall’inizio della carriera di disegnatore lavora nell’ambito di campagne pubblicitarie di livello nazionale e internazionale e nell’editoria, creando tavole per giornali, riviste, libri e bozzetti per francobolli come la serie per la Repubblica di San Marino. Guasco spazia fra i più svariati argomenti, offrendo il proprio contributo per articoli sportivi, prodotti della natura, con qualche preferenza per i generi alimentari, o accessori quali i cappelli e le biciclette, che sono tra i preferiti forse anche come segno di omaggio alla sua città, importante per i Cicli Maino e per i cappelli Borsalino. Ha realizzato l’opera murale L’ultimo chilometro, di 450 metri quadrati in omaggio a Fausto Coppi, sulla strada che porta a Castellania, città del Campionissimo.
È tra i fondatori di Inchiostro Festival, evento culturale che si svolge ogni anno, il primo fine settimana di giugno, ad Alessandria all'interno del chiostro della chiesa di Santa Maria di Castello. Il convegno ospita per tre giorni, illustratori, calligrafi e stampatori d’arte, che propongono ai visitatori la genesi delle loro creazioni.
Ha collaborato con The New Yorker, Eni, TIM, Diesel, Rizzoli, Baldini+Castoldi, Poste Italiane, Campo Viejo, Giunti Editore, Moleskine, Rapha, Thames & Hudson, De Agostini, Il Sole 24 Ore, Emergency, Greenpeace, Rai, L'Espresso. L'elefante è il suo primo albo illustrato.
Nel 2024 realizza il drappellone del Palio di Siena del 17 agosto, vinto dalla Contrada della Lupa. L'opera, presentata il 10 agosto presso il Cortile del Podestà del Palazzo Pubblico, ha ricevuto l'apprezzamento dei senesi.

## Libri di Riccardo Guasco

### Autore
- Riccardo Guasco e Matteo Pelliti, La bicicletta gialla, Milano, Topipittori, 2018, ISBN 978-8833700038.
- Riccardo Guasco, Che capolavoro!, illustrazioni di Riccardo Guasco, Milano, Carthusia, 2018, ISBN 978-8869450655.
- Riccardo Guasco, Stay At Home, illustrazioni di Riccardo Guasco, Piadena, Edizioni Tapirulan, 2020, ISBN 978-8897199977.
- Riccardo Guasco, L'isola all'ultimo piano, illustrazioni di Riccardo Guasco, Milano, Carthusia, 2021, ISBN 978-8869451423.

### Illustratore
- Aleksandr Ivanovič Kuprin, L'elefante, traduzione di Francesca Brunetti, Natalia Lapiccirell, illustrazioni di Riccardo Guasco, Milano, Topipittori, 2016, ISBN 978-8898523528.
- Gian Nicola Vessia, Forchette e melodie. Musicisti in cucina, illustrazioni di Riccardo Guasco, Berlino, RAUM Italic, 2016, ISBN 978-3944858210.
- Giovanni Casalegno (a cura di), Otto racconti in bicicletta, illustrazioni di Riccardo Guasco, Azzano San Paolo, Bolis, 2017, ISBN 978-8878273481.
- Hans Magnus Enzensberger, Parli sempre di soldi!, traduzione di Isabella Amico di Meane, illustrazioni di Riccardo Guasco, Torino, Giulio Einaudi Editore, 2017, ISBN 978-8806229306.
- Gino Cervi e Giovanni Battistuzzi, Alfabeto Fausto Coppi: 99 storie e una canzone, illustrazioni di Riccardo Guasco, prefazione di Adriano Sofri, Portogruaro, Ediciclo, 2019, ISBN 978-8865492956.
- Domenico Capponi, Meletti. L'aristocrazia dei liquori italiani., illustrazioni di Riccardo Guasco, Ascoli Piceno, Capponi Editore, 2020, ISBN 978-8832074406.

## Premi e riconoscimenti
- 2019. Premio per la cultura dell'Accademia Olimpica di Vicenza, collegato col Premio internazionale Asiago d’Arte Filatelica[12].
- 2019. Premio Illustri 2019 per l'illustrazione. Categoria "progetti personali"[13].